# Wyzwolenie (publikacja)

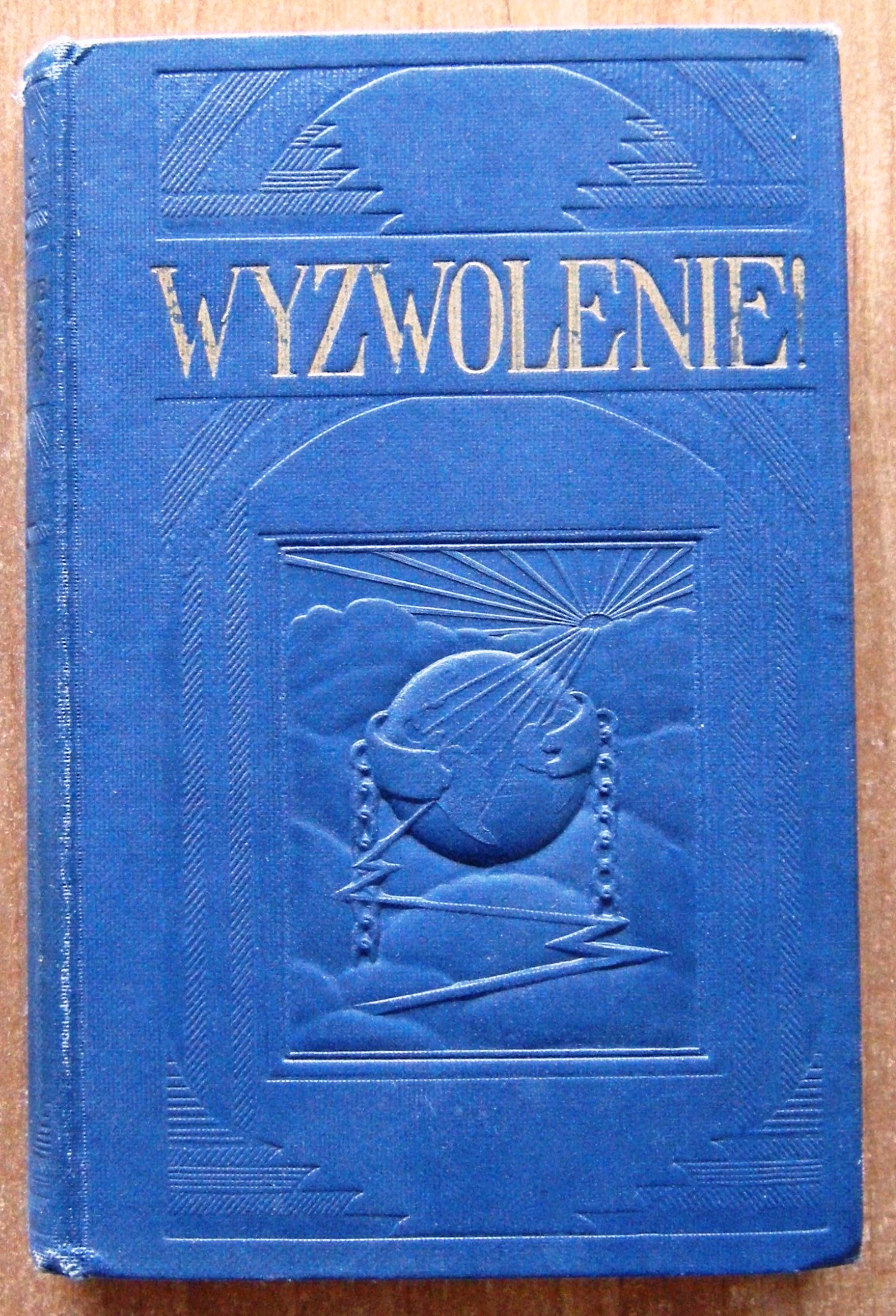
Książka Wyzwolenie, edycja polska z 1928 roku

Wyzwolenie (ang. Deliverance) – publikacja wydana w 1926 roku przez Towarzystwo Strażnica, napisana przez drugiego prezesa Towarzystwa Strażnica, J.F. Rutherforda (wydanie polskie: 1926).
Wydanie jej ogłoszono na zgromadzeniu zorganizowanym w maju 1926. Książka ta należała do pierwszych publikacji z serii nowych książek, mających zastąpić Wykłady Pisma Świętego, których autorem był Charles Taze Russell. Ze względu na różnokolorowe okładki tę serię dziewięciu książek nazywano tęczowym zestawem. Książka Wyzwolenie osiągnęła nakład ponad 3 milionów egzemplarzy.
W książce Wyzwolenie zaprezentowano pogląd, według którego od roku 1914 widoczny jest zapowiedziany w Biblii znak, poświadczający, że w tymże roku narodził się w niebie rząd określany jako niebiańskie Królestwo Chrystusa. Przytoczono w niej treść manifestu wydanego w Londynie w roku 1917 i podpisanego przez ośmiu duchownych, wyrażającego pogląd, że bliski jest koniec świata i objęcie przez Chrystusa władzy nad światem, później jednak przez nich porzuconego. W książce wytknięto duchowieństwu chrześcijaństwa i przywódcom innych religii współodpowiedzialność za ogrom ofiar I wojny światowej, podczas której błogosławili armie walczące po obu stronach frontu, a także wprowadzenie wielu dogmatów i doktryn sprzecznych z Biblią.